# Dimapur

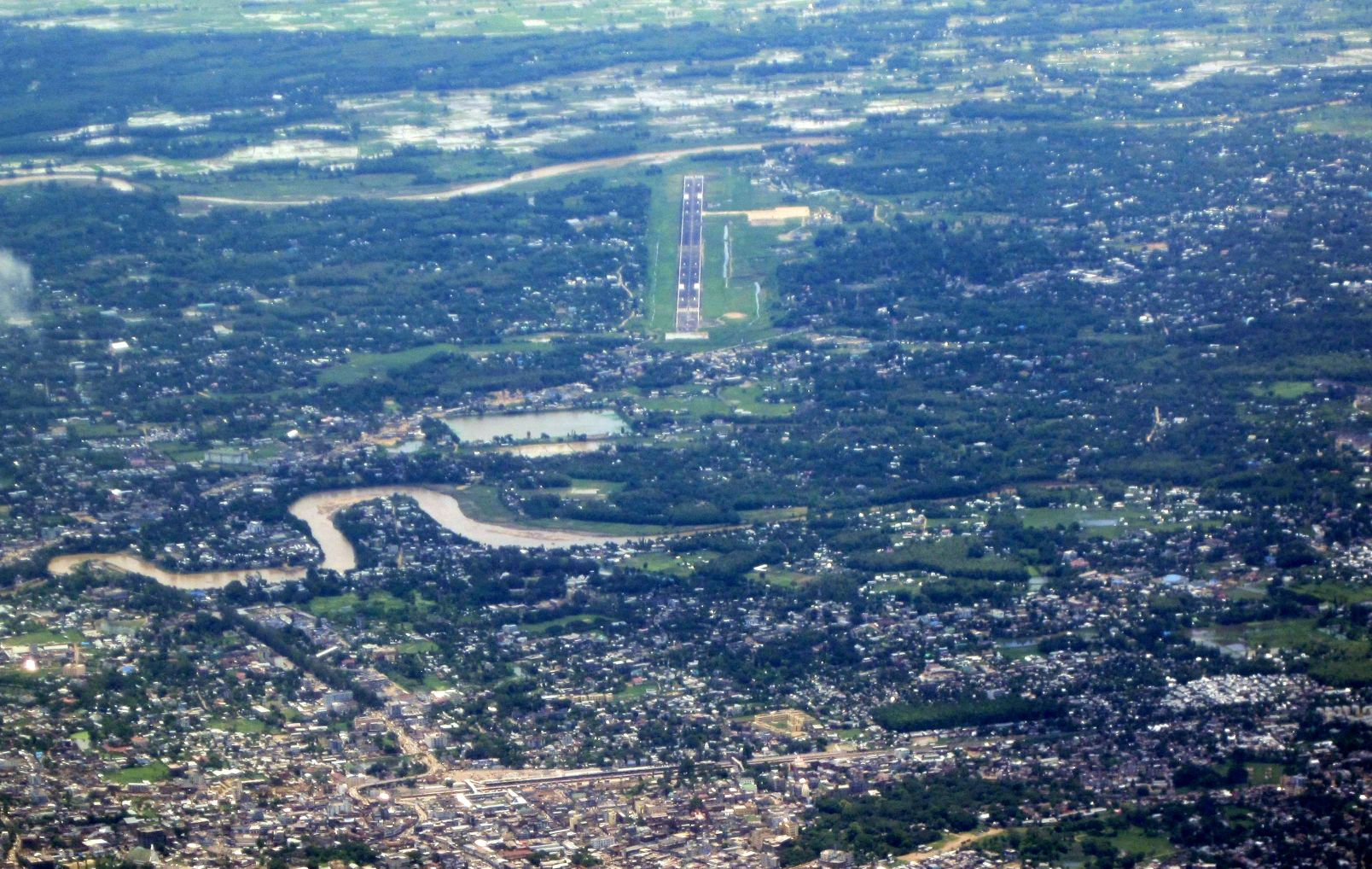
Vy över Dimapur, med flygplatsen.

Dimapur är den största staden i delstaten Nagaland i Indien, och är administrativ huvudort för ett distrikt med samma namn. Folkmängden uppgick till 122 834 invånare vid folkräkningen 2011. I Dimapur ligger Nagalands enda flygplats.